# Michelle Trachtenberg
Michelle Trachtenberg   (Nova York, 11 d'octubre de 1985 - Nova York, 26 de febrer de 2025) va ser una actriu estatunidenca coneguda per la seva trajectòria en televisió i cinema. Va iniciar la seva carrera de petita i va destacar en sèries de televisió com The Adventures of Pete & Pete. El 1996 va protagonitzar Harriet the Spy. Va assolir gran popularitat amb el personatge de Dawn Summers a la sèrie Buffy the Vampire Slayer (2000-2003). També va interpretar Georgina Sparks a Gossip Girl (2008), paper que va reprendre en el reinici de la sèrie el 2022.
El febrer de 2025 va ser trobada sense vida al seu apartament de Nova York. Les primeres informacions apuntaven a causes naturals relacionades amb un recent trasplantament de fetge, tot i que no es va confirmar oficialment.

## Filmografia bàsica
- All My Children (sèrie de televisió) (1993-1996)
- Melissa, en català Melissa P. (1995)
- Harriet the Spy (1996)
- Inspector Gadget (1999)
- Buffy the Vampire Slayer (sèrie de televisió) (2000-2003)
- Gossip Girl (sèrie de televisió) (2008)
- EuroTrip (2004)
- Ice Princess (2005)
- Beautiful Ohio (2006)
- 17 Again, en català Un altre cop 17 (2009)